# Josep Iturbi Bàguena
Josep Iturbi Bàguena (València, 28 de novembre de 1895 — Los Angeles, 28 de juny de 1980) va ser un pianista, compositor i director d'orquestra valencià, germà d'Empar Iturbi.

## Biografia
Nascut a València, d'ascendents bascos per part de son pare, Iturbi estudià a València amb el mestre Josep Bellver, i on a la tendra edat de 3 anys ja va demostrar els seus dots musicals, per continuar la seua formació musical va ser becat al conservatori de París, gràcies a la Diputació de València, al mateix temps també va fer estudis de tècnica i interpretació amb Wanda Landowska. A 1911, va començar la seua carrera com a pianista, de manera accidental durant dos concerts a Bilbao. Les seues gires al voltant del món començaren al voltant de 1912, van ser un gran èxit. Va destacar com a intèrpret de francès, així com de música espanyola. Va fer el seu debut a Amèrica a la ciutat de Nova York el 1929. Va fer la seua primera aparició com a director d'orquestra a la Ciutat de Mèxic el 1933 quan va ser presentat per Don Ernesto de Quesada al Concerts Daniel. També va ser director de l'Orquestra Filharmònica de Rochester a Nova York de 1936 a 1944. També va dirigir l'Orquestra Simfònica de València per molts anys. Sovint apareixia en concerts amb la seva germana, Amparo Iturbi, que va ser també una reconeguda pianista.
Als Estats Units va formar part de produccions cinematogràfiques. José Iturbi va fer la seua primera incursió en la gran pantalla en Thousands Cheers (1943) i Amparo, en Two Girls and a Sailor (1944), on ambdós interpretaven la Danza ritual del fuego de Manuel de Falla a dos pianos. També van aparéixer junts en Holiday in Mexico (1946), Three Daring Daughters (1948) i That Midnight Kiss (1949). José va aparéixer també en Music for Millions (1944) i en Anchors aweigh (1945). Els germans van abandonar la gran pantalla de Hollywood el 1949, tot i que sempre van mantindre una estreta amistat amb Joe Pasternak.
El 24 de juny de 1949 tornà a València per rebre un homenatge dels músics i de l'Ajuntament de València, entre d'altres guardonats, per la seua dedicació i entrega a l'Orquestra Municipal de València, li atorguen el càrrec de director honorífic perpetu de la formació. A més, a 1950, va aconseguir que l'Orquestra Municipal València anar a de gira a l'estranger, aconseguint ser la primera orquestra de l'estat que actuara fóra de l'àmbit nacional. La col·laboració del mestre va ser decisiva per a la confirmació d'aquesta agrupació com una de les més importants orquestres simfòniques del panorama musical nacional i internacional.

## Pianista
Iturbi va adquirir celebritat com a intèrpret de música lleugera i brillant, mentre que la seua faceta com a intèrpret clàssic no va deixar tanta impressió. No obstant això, va sovintejar el repertori pianístic clàssic –Beethoven, Mozart, Liszt, Chopin, Brahms, Schumann o Mendelssohn– així com el repertori francès i espanyol –Isaac Albéniz, Enric Granados i Manuel de Falla. Va fer aparicions com a actor-intèrpret en diverses pel·lícules musicals dels anys 1940, començant amb el film de 1943 Thousands Cheer, per a la MGM. Habitualment feia de si mateix. Posteriorment va aparèixer a Lleveu àncores!, també de la MGM, amb Gene Kelly i Frank Sinatra, i en altres pel·lícules de la mateixa companyia. En la pel·lícula biogràfica sobre Chopin, A Song to Remember, es van emprar interpretacions d'Iturbi en les escenes en què Cornel Wilde, com a Chopin, tocava el piano.
Malauradament, tot i que aquestes pel·lícules el van fer molt popular, aquest exhibicionisme a l'estil de Hollywood va fer que molts melòmans tendiren a subestimar-lo com a intèrpret seriós.
Sovint va aparèixer en concert en companyia de la seua germana, Amparo Iturbi, també una reputada pianista, i del violinista argentí Carlos Pessina.
És autor de l'arranjament per a piano a dues mans de la Rhapsody in Blue, de George Gershwin.

## Vida personal
Es va casar amb Maria Giner de los Santos, el 1916, i va morir el 1928, van tenir una filla, Maria. La seua companya per molts anys fou, Marion Seabury, la seua secretària, que va sobreviure Iturbi i va crear la Fundació Josep Iturbi després de la seva mort.
Maria es va casar amb Stephan Hero, un violinista que havia estat un dels protegits del seu pare el 1936, van tindre dues filles, Maria Antonia i Maria Teresa, abans de la separació l'any 1939. A l'edat dels 28 anys, la filla d'Iturbi es va suïcidar.
En divorciar-se, Maria Hero, va obtindre la custòdia de les seues filles, al 1941, al seu exmarit li pertocà tindre-les tres mesos a l'any només. Iturbi el 1943 va recórrer la custòdia de les netes. Hero es fugà amb elles al 1947 mentre Iturbi estava de gira per Europa.
Després d'una batalla judicial, Iturbi i el seu exgendre resolen en última instància les seues diferències, i les xiquetes es van quedar amb el seu pare.
Josep Iturbi continua amb les seues actuacions públiques amb vuitanta anys fets. Finalment ordenat pels seus metges es prengué un any sabàtic el març de 1980. Va morir als cinc dies de ser ingressat a l'Hospital Cedars-Sinai per problemes de cor, el 28 de juny de 1980.

## Iturbi i la seua terra
La ciutat de València va voler subratllar la seua vinculació amb la ciutat posant-li el seu nom al conservatori de la ciutat. També a València se celebra amb caràcter bianual un certamen internacional de piano. Iturbi no deixà d'estar en contacte amb la seua terra, ja que estigué passant llargues temporades a la finca que tenia a Borriana, a la zona de Santa Bàrbara, a la vora del riu Millars, coneguda popularment com la finca de "La cotorra". Hi solia acudir acompanyat de Marion Seabury, on passaven algunes de les seves vacances. La ciutat de Borriana també volgué destacar els seus vincles amb la ciutat posant-li el seu nom a un dels col·legis de la ciutat, i també a una de les seves places més cèntriques. A més, va ajudar a la ciutat i als pobles debats per la riuada de l'any 1957, organitzant en diverses ciutats de la geografia espanyola concerts per ajudar els afectats.